# گئورگ آواگیان
گئورگ سیمونی آواگیان (ارمنی: Գևորգ Սիմոնի Ավագյան؛ ۲۰ ژوئن ۱۹۲۲ – ۲۰۱۳) یک نقاش اهل ارمنستان و همچنین یکی از هنرمندان نسل پسا-جنگ ارمنستان شوروی بود.

## زندگی‌نامه
آواگیان در ۲۰ ژوئیه ۱۹۲۲ در گیومری، ارمنستان به دنیا آمد. در سال ۱۹۴۹ از کالج هنرهای زیبای ترلمزیان ارمنستان و سپس در سال ۱۹۵۶ از آکادمی هنرهای زیبای ارمنستان فارغ‌التحصیل شد جایی که زیر نظر گابریل گیوجیان تحصیل نمود. در سال ۱۹۷۱ آواگیان به عضویت اتحادیه هنرمندان اتحاد شوروی درآمد به صورت ثابت در نمایشگاه‌های هنری گوناگون بین‌المللی و ارمنستان شوروی شرکت نوده است. آثار هنری و خلق شده توسط گئورگ آواگیان در تئاترهای ملی تزئینی، نگارخانه‌ها ملی مختلف، مراکز فرهنگی و مجموعه‌های خصوصی در ارمنستان و خارج از ارمنستان نگهداری می‌شود. آواگیان با تعدادی از هنرمندان سرشناس ارمنی از جمله: آراکل آراکلیان (۱۹۹۰–۱۹۲۹)، میکائیل گیورجیان (۱۹۹۵–۱۹۳۵)، هاملت میناسیان (۱۹۹۵–۱۹۲۳)، کارلن روخیکیان (۲۰۰۴–۱۹۲۶) همکاری نمود. آواگیان در میان دوستانش به عنوان یک استاد پرتره و مناظر زیبا شناخته شده بود. وی مکتب سنتی کلاسیک نقاشی واقع‌گرایی را که گاهی اوقات با امپرسیونیسم در ژانرهای نقاشی موضوعی پرتره، منظره و طبیعت بی‌جان می‌آید را توسعه داد. آواگیان تصاویری از ژانرهای مختلف از بوم‌های نبرد تاریخی و پرتره‌ها گرفته تا طبیعت‌های بی‌جان و مناظر را خلق نموده‌است.